# Oxytropis ampullata
Oxytropis ampullata là một loài thực vật có hoa trong họ Đậu. Loài này được (Pall.) Pers. miêu tả khoa học đầu tiên.